# 141. brigada HV
141. brigada HV formirana je Odlukom Predsjednika RH i Vrhovnog Zapovjednika OS RH od 12. studenog 1991. godine, koja je nastala od pripadnika splitske i kaštelanske samostalne dragovoljačke bojne, što su ustrojene iz sastava organiziranih dragovoljačkih Odreda narodne zaštite pri mjesnim zajednicama s područja gradova Splita i Kaštela te drugih organiziranih postrojbi i skupina, koje su tijekom 1991. godine bile angažirane na zaštiti važnijih objekata, na blokadi i oslobađanju vojarni, kao i na pripremama i uvježbavanju za odlazak na bojišnicu i to:
- Prvi splitski samostalni dragovoljački bataljun, sastavljen od dragovoljaca iz tadašnjih mjesnih zajednica, a koji postaje 1. bojna 141. brigade,
- Dragovoljci s područja Grada Kaštela organizirani u dragovoljački bataljun, od kojega nastaje 2. bojna 141. brigade, koja se još nazivala i Kaštelanska bojna.

## Ratni put
Nedugo po osnutku brigade, dio Prve bojne odlazi u studenom 1991. god. izvršavati borbene zadaće na Južnom bojištu, sprječavajući prodore neprijatelja na Ston i njegovo zaleđe i pokušaje presijecanja RH.
Sredinom prosinca 1991. godine brigada se upućuje na drnišku bojišnicu, gdje se u cijelosti popunjava (ustrojava se 3. i 4. bojna), te na toj bojišnici ostaje do konca srpnja 1992. godine, djelujući na području Moseća  – Svilaje, a dio postrojbe sudjeluje i u operaciji Miljevci.
Nakon razvojačenja dijela pripadnika, brigada se ponovno upućuje na izvršenje zadaća na Južnom bojištu, gdje je bila angažirana do sredine listopada 1993. godine.
Jedna borbena skupina postrojbe sudjeluje u operaciji Peruća, a od veljače 1993. godine 1. bojna je ponovno na drniškoj bojišnici, a početkom ožujka iste godine 1. i 2. bojna sa zapovjedništvom brigade i podstožernim postrojbama odlaze na bojišnicu u zadarsko zaleđe, a njima se u listopadu 1993. godine po povratku s Južnog bojišta pridružuju i ostale postrojbe brigade.
U ovom razdoblju brigada je, djelujući na dva različita bojišta, uspješno izvršavala složene i zahtjevne zadaće. Zbog uspješnog izvršavanja svih postavljenih zadaća na zadarskoj bojišnici brigadu je pohvalio Načelnik GS OSRH, te istaknuo kao jednu od najboljih pričuvnih postrojbi HV-a.
Krajem travnja 1994. godine brigada odlazi u pričuvu, da bi se ponovno mobilizirala u punom sastavu u sklopu priprema za provedbu operacije Oluja. I toj operaciji postrojba je dala znakovit obol i zajedno s drugim postrojbama sudjelovala u oslobađanju okupiranih hrvatskih prostora, a bila je angažirana i u oslobodilačkim operacijama Maestral i Južni potez.
Koncem 1995. godine dolazi do razvojačenja najvećeg dijela pripadnika postrojbe.
U sklopu preustrojavanja oružanih snaga Republike Hrvatske 2000. godine, 141. brigada je integrirana zajedno sa 114. brigadom i 6. domobranskom pukovnijom u novoustrojenu 625. pješačku brigadu Hrvatske vojske, a kojoj je u sklopu posljednjeg preustroja OSRH ukinut mobilizacijski razvoj.
Na ratnom putu 141. brigade život je izgubilo 60 njenih pripadnika.
Odlukom Vrhovnika OSRH 141. brigada HV-a za doprinos u Domovinskom ratu odlikovana je Redom Nikole Šubića Zrinskog.